# Верхні Бішинди
Верхні Бішинди́ (рос. Верхние Бишинды, башк. Үрге Бишенде) — село у складі Туймазинського району Башкортостану, Росія. Адміністративний центр Верхньобішиндинської сільської ради.
Населення — 725 осіб (2010; 641 у 2002).
Національний склад:
- башкири — 84 %